# Distrikt Ccorca
Der Distrikt Ccorca liegt in der Provinz Cusco in der Region Cusco in Südzentral-Peru. Der Distrikt wurde am 14. Januar 1942 gegründet. Er hat eine Fläche von 162 km². Beim Zensus 2017 wurden 2411 Einwohner gezählt. Im Jahr 1993 lag die Einwohnerzahl bei 2581, im Jahr 2007 bei 2343. Die 3625 m hoch gelegene Ortschaft Ccorca mit 283 Einwohnern (Stand 2017) ist Verwaltungssitz des Distrikts. Ccorca liegt  11 km südwestlich der Regions- und Provinzhauptstadt Cusco.

## Geographische Lage
Der Distrikt Ccorca liegt im äußersten Südwesten der Provinz Cusco. Das ländliche Gebiet wird von dem Fluss Río Ccorcca, der über den Río Molle Molle dem Río Apurímac zufließt, in südöstlicher Richtung entwässert.
Der Distrikt Ccorca grenzt im Süden an den Distrikt Huanoquite (Provinz Paruro), im Westen an den Distrikt Chinchaypujio, im Nordwesten an den Distrikt Anta, im äußersten Norden an den Distrikt Pucyura (die drei vorgenannten Distrikte liegen in der Provinz Anta) sowie im Osten an die Distrikte Poroy, Cusco und Santiago.